# 中國金融發展
中國金融發展（控股）有限公司（英語：China Success Finance Group Holdings Limited，港交所：3623），前稱中國集成金融集團控股有限公司（簡稱中國集成金融集團控股、中國集成金融集團或集成金融，英文名稱不變），在1996年由張鐵偉（主席及首席執行官），於佛山（總部）成立「佛山市集成投資實業有限公司」（「廣東集成融資擔保有限公司」）。
業務在中國內地經營融资担保服务、非融资担保服务与财务顾问服务。
股份在2013年11月13日於港交所主板上市。招股價為2.8港元，全球發售為1億股，集資額為2.8億港元。
2017年6月，公司中文名稱從「中國集成金融集團控股有限公司」改為「中國金融發展（控股）有限公司」。

## 外部連結
- www.chinasuccessfinance.com（页面存档备份，存于）